# Impératrice Catherine la Grande
Pour les articles homonymes, voir Catherine II (homonymie).
L'Impératrice Catherine la Grande (en russe : Императрица Екатерина Великая, Imperatritsa Ekaterina Velikaïa) est un cuirassé dreadnought de la classe Impératrice Maria construit pour la Marine impériale russe. Il est lancé en 1914 et baptisé sous le nom de Catherine II. Il est renommé en 1917, Libre Russie (Свободная Россия, Svobodnaïa Rossiïa). L’Impératrice Catherine la Grande est engagé dans des combats navals contre la marine impériale d'Allemagne et la flotte de l'Empire ottoman (qui était en fait composée de navires allemands sous pavillon turc). Ce cuirassé devait son nom à Catherine II de Russie.

## Historique
Au cours  de la Première Guerre mondiale, l’Impératrice Catherine la Grande prend une part active aux combats navals au sein de la flotte de la mer Noire.

### Carrière dans la Marine impériale de Russie
Du 5 février au 18 avril 1916 l’Impératrice Catherine la Grande prend part à l'opération de Trébizonde. En juin 1917, le cuirassé couvre la pose des mines par les bâtiments de guerre russes dans la région du Bosphore.
L’Impératrice Catherine la Grande affronte une première fois le croiseur allemand, SMS Goeben qui navigue sous pavillon turc avec le nom de Yaruz Sultan Selim.

### Carrière dans la marine soviétique
Après la révolution russe, l’Impératrice Catherine la Grande reçoit le nom de Libre Russie (Svobodnaïa Rossiïa - Свободная Россия) et rejoint la marine ukrainienne. 
Le 14 novembre 1917, le Libre Russie prend la mer et intercepte le croiseur turc Midilli. Le Libre Russie est transféré le 30 avril 1918, de Sébastopol à Novorossiisk.
Lorsque la Russie bolchévique signe le traité de Brest-Litovsk, le 3 mars 1918, le gouvernement allemand demande aux Bolchéviques le transfert de leurs navires de guerre russes de Novorossiisk à Sébastopol.
Afin d'empêcher la capture du Libre Russie par les Allemands, Lénine ordonne la destruction du cuirassé.  Il est donc torpillé le 18 juin 1918, par des destroyers russes dans le détroit de Kertch, où il gît à 40 mètres de profondeur.
Au début des années 1930, la totalité de l'artillerie et les chaudières ont été ôtées du Libre Russie. Les canons ont été installés sur les batteries de défense côtière no 30 et no 35 à Sébastopol.
Au cours de Grande Guerre patriotique (1941-1945), ces canons entrèrent en action contre les forces nazies.